# Tom Krause
Tom Gunnar Krause (Helsinki, 5 juli 1934 – Hamburg, 6 december 2013) was een Finse bas-bariton.
Krause studeerde eerst medicijnen terwijl hij zong en gitaar speelde in een jazzband. Zijn vocale talent leidde ertoe zijn studie medicijnen te verruilen voor een zangstudie aan de Universität für Musik und darstellende Kunst te Wenen waar hij studeerde bij Margo Skoda, Sergio Nazor en Rudolf Bautz. Hij maakte zijn debuut in de opera als Escamillo in 1959 in Berlijn, en maakte al snel reputatie in opera en concert in heel Duitsland en Scandinavië.
Hij voegde zich bij de Hamburgse Staatsopera waar hij voornamelijk Mozart-, Verdi- en Wagnerrollen zong. Ook zong hij in Rossini's La pietra del paragone en Händels Jephta. Hij verzorgde gastoptredens in München, Amsterdam en Brussel. In 1962 maakte hij zijn debuut in Bayreuth als de heraut in Lohengrin
Zijn Engelse debuut vond plaats in 1963 aan het Glyndebourne Festival als de graaf in Capriccio. Datzelfde jaar maakte hij zijn Amerikaanse debuut in Brittens War Requiem tijdens het Tanglewood Festival. In 1967 debuteerde hij aan de Metropolitan Opera als de graaf in Le nozze di Figaro. Vanaf 1968 trad hij regelmatig op tijdens de Salzburger Festspiele, waar hij vooral naam maakte als Don Giovanni en Guglielmo.
In 1973 volgde zijn debuuts aan de Opéra de Paris, het Royal Opera House Covent Garden in Londen en La Scala in Milaan.
Zijn brede repertoire omvatte baritonrollen in opera's als L'elisir d'amore, Don Pasquale, Rigoletto, La traviata, Fidelio, Tannhäuser, Tristan und Isolde, La boheme, Andrea Chenier, Faust en Carmen.
Hij vertolkte ook rollen in de wereldpremières van Krenek's Der Goldene Brock in 1964, en Searle's Hamlet in 1968, beide in Hamburg.
Krause was ook heel actief als concertzanger van voornamelijk Duitse liederen, evenals liederen van Moessorgski en Sibelius, waarvan hij er vele opnam.
Krause zat verschillende malen in de jury van de Koningin Elisabethwedstrijd, zoals in 2000, 2004, bij de Koningin Elisabethwedstrijd 2008 (voor zang) en het laatst bij de Koningin Elisabethwedstrijd 2011 (voor zang); daarbij verzorgde hij ook masterclasses.
- Bibsys: 1053904
- Biblioteca Nacional de España: XX989860
- Bibliothèque nationale de France: cb13896149w (data)
- Gemeinsame Normdatei: 124057705
- International Standard Name Identifier: 0000 0001 1477 0784
- Library of Congress Control Number: n82111782
- Nationale Bibliotheek van Letland: 000107475
- MusicBrainz: 93a9e415-37d4-498b-82b0-8a3a3e3e86c3
- Nationale Bibliotheek van Tsjechië: xx0120592
- Nationale Bibliotheek van Israël: 987007605408905171
- Nederlandse Thesaurus van Auteursnamen: 074457403
- SNAC: w61z7g8t
- Système universitaire de documentation: 077660994
- Virtual International Authority File: 88075888
- WorldCat: E39PBJvHbMbWFrFx7XWTfgfQbd